# Politique de prix
 (octobre 2020).
Si vous disposez d'ouvrages ou d'articles de référence ou si vous connaissez des sites web de qualité traitant du thème abordé ici, merci de compléter l'article en donnant les références utiles à sa vérifiabilité et en les liant à la section « Notes et références ».
La politique de prix est un ensemble de décisions et d'actions réalisées pour déterminer la structure et le niveau de la tarification des biens et services proposés aux clients conquis ou à conquérir. 
C'est l'un des constituants du marketing mix que sont par exemple la politique de produit, la politique de prix, la politique de distribution et la politique de communication.
Elle est la traduction concrète, à un niveau subordonné, d'éléments de plus haut niveau que sont la vision et la stratégie générale de l'entreprise ainsi que la politique générale d'entreprise. Elle se décline dans les plans d'action opérationnels, comme le plan des actions marketing et le plan des actions commerciales.

## Enjeux de la politique de prix
La politique de prix est une des nombreuses dimensions du marketing. Elle contribue, au même titre que les autres décisions et politiques du marketing mix, à orienter et influer sur la structure et le niveau des ventes, sur la part de marché de l'entreprise, et à sa mesure en diffusion numérique ou en diffusion valeur, et, enfin, sur la rentabilité de l'entreprise.
Pour une entreprise donnée, la décision du choix du prix de vente d'un produit est délicate et dépend de l'élasticité-prix constatée sur le marché pour ce produit. Le choix est délicat car un prix élevé procure des marges unitaires importantes mais risque de décourager la demande, tandis qu'un prix unitaire bas procure de faibles marges unitaires mais peut générer des volumes de ventes importants.

## Paramètres conduisant à la détermination de la politique de prix
La fixation d'un prix de vente implique analyse et décision sur la base de la prise en compte de facteurs externes ou internes à l'entreprise.

### Paramètres externes

#### La demande de la clientèle
Les quantités demandées peuvent varier en fonction de différents facteurs parmi lesquels il faut citer :
- l'élasticité-prix qui exprime l’attractivité de l'offre par rapport aux variations de prix. En général les prix et les quantités demandées varient en sens inverse car lorsque le prix monte les quantités demandées sont plus faibles. La connaissance des élasticités/prix permet à l'entreprise de fixer son prix de façon à obtenir la plus grande part de marché et/ou le plus grand bénéfice ;
- l'élasticité-revenu qui exprime la sensibilité de la demande par rapport aux variations de revenu.

Dans cette optique, la connaissance des zones d'acceptabilité  et des prix psychologiques joue un rôle important :
- le prix d'acceptabilité est un prix que le plus grand nombre de consommateurs est disposé à payer. Il est généralement estimé après une enquête auprès de ces consommateurs ;
- il faut savoir également qu'il existe des seuils psychologiques (prix ronds) et des prix magiques (9,99 € par exemple). Le franchissement d'un seuil psychologique fait chuter la demande.

La formule imagée de Bernardo Trujillo peut également — notamment dans la distribution en libre service — inspirer le principe d'une tarification efficace : « réaliser un îlot de pertes dans un océan de bénéfice ». Cet adage se fonde sur le fait qu'un individu moyen mémorise parfaitement les prix d'environ 300 produits de base. Par conséquent, sur ces produits très « surveillés » par le consommateur, les entreprises auront tendance à :
- pratiquer des prix d'appel, avec des marges faibles ou des « prix coûtants » (ce qui constitue « l'îlot de pertes ») ;
- utiliser la technique de la réduflation, c'est-à-dire faire diminuer la quantité en maintenant le même prix ;
- sans oublier de se compenser sur les autres articles pour lesquels l'esprit critique de la ménagère est censé être plus indulgent (et qui va constituer « l'océan de profit »).

#### La structure de la distribution
On distingue la « distribution courte » (où la relation est directe ou sans intermédiaire) et « distribution longue », où collaborent et se coordonnent plusieurs acteurs intermédiaires (généralistes ou spécialisés).

#### Intervention des fournisseurs
Sous peine d'être illégale (interdiction des prix conseillés et a fortiori des prix imposés), l'intervention du fournisseur ne doit s'exercer que de manière indirecte, via le prix de revient : la législation française n'autorise pas la vente à perte (prix de vente inférieur au prix d'achat).
En revanche la tarification des fournisseurs peut varier en fonction des quantités commandées et/ou livrées, et des services rendus tant par le fournisseur que par le magasin (services négociés dans le cadre d'accords formalisés dits « de référencement » ou de contrats dits « de coopération »).

#### Intervention des centrales d'achat
Dans les groupes de distribution où existe une centrale d'achat interne, il n'est pas rare que cette structure oriente la fixation des prix de vente des différents points de vente de l'enseigne.
Dans la pratique cependant, la politique de prix est le plus souvent déléguée au niveau de chaque magasin, qui est censé « fixer ses prix de vente au mieux » en fonction de la concurrence locale.

#### Bilan de la situation concurrentielle, concurrence directe et indirecte
L'idée est de se référer aux prix pratiqués par les concurrents. En l'absence de leader prix ou de prix de marché évident, les prix pratiqués peuvent foisonner en tous sens et contribuer à désorienter le consommateur, avec l'opportunité pour certains de pratiquer des « prix trompeurs ». Lorsqu'il existe un leader sur le marché ou lorsqu'il existe un prix de marché, les entreprises doivent positionner leurs prix en fonction de ces références : elles peuvent alors choisir soit de s'aligner sur le niveau de prix du marché, soit de vendre plus cher, soit de vendre moins cher. Cette décision ne résulte pas du seul examen des prix pratiqués sur le marché. Elle exprime au contraire la volonté, la réaction, le projet de l'entreprise.

### Paramètres internes

#### L'avantage concurrentiel et la stratégie choisie
Le prix de vente doit logiquement contribuer à exprimer l'avantage concurrentiel découlant de la stratégie choisie par l'entreprise. Soit le prix compatible avec l'expression :
1. D'une stratégie de différenciation : « mon prix de vente est celui d'une différence que les autres concurrents n'ont pas » ;
2. D'une stratégie de domination par les coûts : « mon prix de vente n'est pas systématiquement le plus bas, mais est capable de s'aligner chaque fois que nécessaire » ;
3. D'une stratégie de spécialisation : « mon prix correspond exactement à ce que le client m'a commandé ». Dans la spécialisation, il faut prendre garde à rester discret sur les prestations offertes et leur tarification. Sinon il y a un risque que les clients qui demandent beaucoup en termes de produits ne réclament les prix accordés aux clients qui demandent un contenu plus restreint.

#### L'approche par les coûts
Toute politique de prix est fonction des coûts de revient. Le prix de vente d'un produit peut être fixé en majorant le coût de revient d'un pourcentage déterminé. C'est une méthode usuelle, notamment dans le commerce. Il faut néanmoins prendre garde à ce que le prix ainsi fixé ne décourage pas les consommateurs. La variabilité ou non des coûts est enfin un problème à analyser (voir les méthodes de contrôle de gestion et le seuil de rentabilité) lors de la construction d'une politique de prix.

#### L'approche par la marge totale
Cette approche procède d'une démarche différente, dite de la « compensation ». Elle implique l'usage d'une application informatique spécifique, car un rayon peut comporter plusieurs centaines de références et un magasin jusqu'à plusieurs dizaines de milliers.
1. On part du coût de revient d'un produit ou d'une famille ou d'une sous-famille de produits (pour éviter de se situer en zone de vente à perte) pour y ajouter une marge unitaire réputée pertinente.
2. Le résultat de la multiplication de la marge unitaire ainsi déterminée par le volume espéré pour chaque produit est additionné pour tous les produits figurant dans le magasin. Ce qui donne la marge totale espérée pour le magasin.

Les prix de vente sont réexaminés pour être tantôt réduits (pour des raisons offensives de stratégie commerciale ou défensives de riposte à la concurrence), tantôt augmentés pour compenser les moindres marges fixées sur certains produits.
1. Lorsque la marge totale correspond à l'objectif attendu, et que la structure et le niveau des prix parait réaliste vis-à-vis de la stratégie commerciale et de la concurrence, le fichier prix de vente est édité pour générer les étiquettes de prix à changer dans les linéaires.

## Cas particuliers d'application

### La pratique de prix différenciés
Les entreprises pratiquent parfois des prix différents pour un même produit : en fonction des quantités commandées, ou de la qualité des clients (commerçants, particuliers), ou des régions de vente (France, export), etc. Dans le domaine des services, il peut exister des critères plus subtils tels que la période de vente (hôtellerie, transports, cinémas, etc.), la catégorie du client (cinéma) ou même le comportement d'achat (location de voitures).
Les limites de ces pratiques sont à la fois commerciales et légales. 
- Commercialement, il ne faut pas que les clients qui payent moins cher « fassent fuir » les autres. Les prix étant censés refléter la qualité, des prix trop bas peuvent discréditer le produit aux yeux de certains clients, ou amener dans les points de vente une clientèle que ne souhaite pas côtoyer une certaine frange de clientèle (difficulté à faire cohabiter des statuts sociaux réputés trop différents : le point de vente devient « pas bien ou mal fréquenté »)
- D'un point de vue légal, les prix doivent respecter l'égalité des consommateurs (principe de non-discrimination) et la réglementation spécifique éventuellement existante (par ex : le prix des médicaments, le prix du livre…).

### Le prix du produit nouveau
Il existe trois stratégies marketing de prix pour une entreprise lors du lancement d'un produit sur le marché :
1. La stratégie de pénétration qui correspond à fixer un prix inférieur à ceux pratiqués par la concurrence (considérée comme de la publicité déguisée) ;
2. La stratégie d'alignement qui correspond au fait de fixer des prix égaux à la concurrence ;
3. La stratégie d'écrémage qui a pour but de fixer un prix supérieur à la concurrence (recherche qualitative).

### Fixation du prix d'articles spéciaux
Par article spécial on entend généralement un article (ou un service) qui n'est pas produit de façon habituelle par le fournisseur : le prix ne figure pas dans le tarif de vente ou le catalogue usuel du fournisseur. Le client intéressé est invité à « consulter l'entreprise » ou à « réclamer une offre de prix ». Dans cette hypothèse la fixation du prix de vente résulte de l'établissement d'un devis précis répondant à la demande plus ou moins détaillée du client, suivi d'une négociation éventuelle sur le contenu de l'offre, les conditions de sa réalisation et de son règlement. Le terme de cette négociation doit être matérialisé par au moins la signature d'un bon de commande sinon d'un contrat précisant le détail et les modalités de la prestation à réaliser, ainsi que le prix convenu et les conditions de son versement.

## Vocabulaire relatif à la politique de prix
| Terme                            | définition | Exemple |
| -------------------------------- | --- | --- |
| Prix d'acceptabilité             | Fourchette de prix dans l'esprit du consommateur selon ses attentes, ses moyens, la connaissance des caractéristiques et l'image qu'il a du produit. | Cette valeur est fonction de nombreux paramètres au premier rang desquels : l'utilité du bien, la solvabilité et la psychologie du consommateur. |
| Prix d'ancrage                   | Prix servant aux consommateurs d'étalon de référence pour leurs comparaisons de prix. | 12 € pour un album-CD. |
| Prix d'appel                     | Offre d'un prix très bas, pour attirer le client en vue de lui vendre d'autres produits plus rentables | Les prix annoncés sur les tracts périodiquement distribués par les grandes surfaces. Une libraire communique qu'elle vend ses dictionnaires à moitié prix, dans le but d'attirer le public dans son magasin afin qu'il achète aussi des autres livres sur lesquels elle dégage une marge plus importante.                                                                             |
| Premier prix                     | | |
| Prix barré                       | Ancien prix que l'on laisse sur le produit pour démontrer l'importance de l'effort promotionnel. | 4,5 € au lieu de 7 € (où 7 € est le prix barré). |
| Prix catalogue                   | Prix de base théorique auquel le produit devrait être vendu (en l'absence de toute remise, ristourne ou promotion). | |
| Prix concerté                    | Prix défini par concertation entre l'administration et les entreprises. | |
| Prix concurrentiel               | Prix réputé être plus bas que celui de la concurrence. Il engendre un avantage à court terme. | |
| Prix conseillé                   | Prix recommandé par le fabricant au public. (Risque d'être considéré comme une atteinte à la concurrence ?) | Prix annoncés par les fabricants de consoles de jeux-vidéo. |
| Prix imposé (par le fournisseur) | Pratique délictueuse pouvant faire l'objet de poursuites légales pour atteinte à la concurrence. | Consulter sur le site de l'Autorité de la concurrence des exemples de jugements ou avis. |
| Prix de pénétration              | Prix fixé à un niveau censé favoriser la conquête rapide de parts de marché. | L'avantage offert peut être une réduction de prix, mais aussi l'offre gratuite aux acheteurs pendant la campagne de pénétration de prestations annexes censées être payantes en période normale. |
| Prix psychologique               | Voir prix d'acceptabilité. | |
| Prix de lancement                | Prix éventuellement pratiqué au lancement d'un produit en vue de conquérir rapidement une part du marché. | Article détaillé : Prix de lancement . |
| Prix d'essai                     | Prix réduit ou spécial accordé à un prospect n'ayant jamais utilisé le produit. | La réduction de prix est censée compenser tout ou partie de l'effort du nouvel acheteur pendant la période toujours incertaine pour lui de découverte et « d'apprivoisement » au produit. |
| Prix défensif                    | Prix plus bas que celui pratiqué habituellement, en vue de contrer les prix habituels ou promotionnels de la concurrence. | |
| Prix dégressif                   | Prix qui diminue en fonction de la quantité achetée ou commandée. La diminution de prix est censée correspondre à l'économie logistique réalisée par la manutention et la distribution de volumes plus importants : ainsi le prix unitaire obtenu pour la commande et la livraison d'une palette complète peut être plus bas que celui obtenu pour la commande et la livraison d'un carton unique. | |
| Prix d'écrémage                  | Prix fixé volontairement plus élevé que celui de la concurrence. Pratiqué lors d'un lancement, il permet d'acquérir de la notoriété, et de positionner le produit comme étant « de qualité ». Un prix élevé a également l'avantage de dégager des marges importantes dès le lancement. | Hors période de lancement, il n'est pas rare que le fabricant du produit le plus abouti - produit dit de « référence » ou « leader » - tente de conserver un niveau de prix - et donc de marge élevés- le plus longtemps possible : Le prix sera diminué - sauf possibilité de « relancement du produit » lorsque le produit/service entre dans la phase de maturité du cycle de vie. |
| Prix extrêmes                    | Prix de vente le plus bas et prix de vente le plus haut pratiqués à un moment et dans une zone de vente donnés pour un même produit ou pour une même gamme de produits. | |
| Prix magique                     | Prix fixé à une valeur inférieure à l'unité (ex : 19,95 €) ou fixé de façon symbolique (ex : 1 €), de manière à provoquer chez le consommateur un réflexe psychologique positif et stimulateur de l'acte d'achat. | |
| Prix du marché                   | Prix effectivement pratiqué sur le marché. | |
| Prix de transfert                | Prix auquel s'échange (se transfère)un bien ou un service entre deux unités d'un même groupe. | La fixation du prix de transfert peut donner lieu à sur-facturation ou à sous-facturation, ce qui peut générer également des transferts de valeur notamment pour des raisons fiscales. |
| Prix différencié                 | Prix plus élevé que le prix de marché, mais cependant permis sinon justifié par l'existence d'une supériorité, exclusivité, notoriété ou image de marque. | un célèbre glacier, leader sur le marché, qui ouvre boutique en incluant des prestations et des services, peut opter pour des prix différenciés. L'effet de cette différenciation est double : Elle lui apporte une marge supérieure au marché et conforte son image de « qualité supérieure ».                                                                                       |